# Cerkiew św. Michała Archanioła w Olszanach
Cerkiew św. Michała Archanioła w Olszanach – murowana parafialna cerkiew greckokatolicka, znajdująca się w Olszanach.
Cerkiew została zbudowana w 1924, w miejscu wcześniejszej murowanej cerkwi, zbudowanej w 1838, i spalonej w 1914. Jeszcze wcześniej w tym miejscu znajdowała się drewniana cerkiew.
Parafia greckokatolicka w Olszanach ponadto posiadała cerkwie filialne w Krzeczkowej, Mielnowie i Chołowicach.
Obecnie cerkiew jest użytkowana przez kościół rzymskokatolicki i nosi wezwanie Narodzenia Najświętszej Maryi Panny.

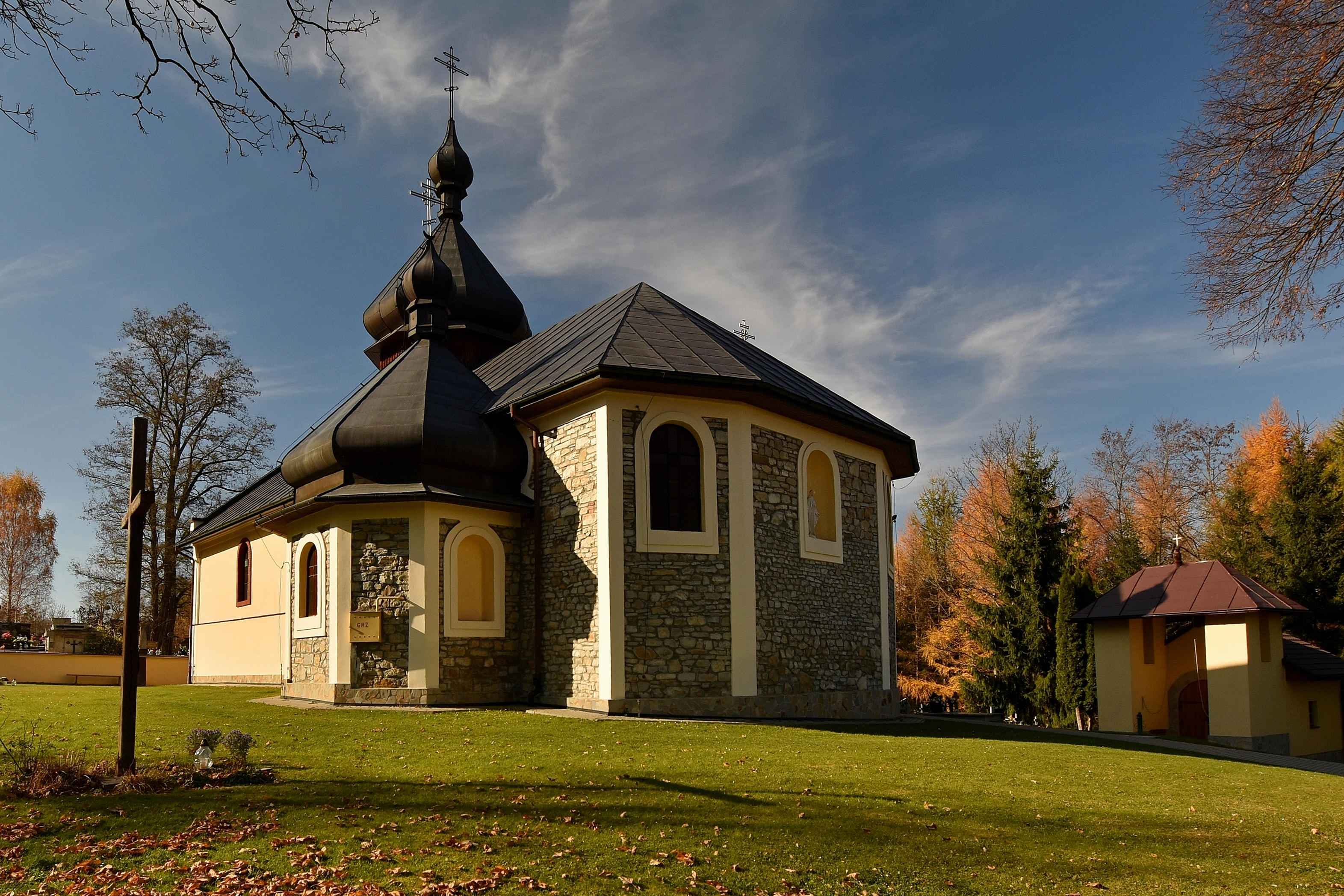
Widok od prezbiterium
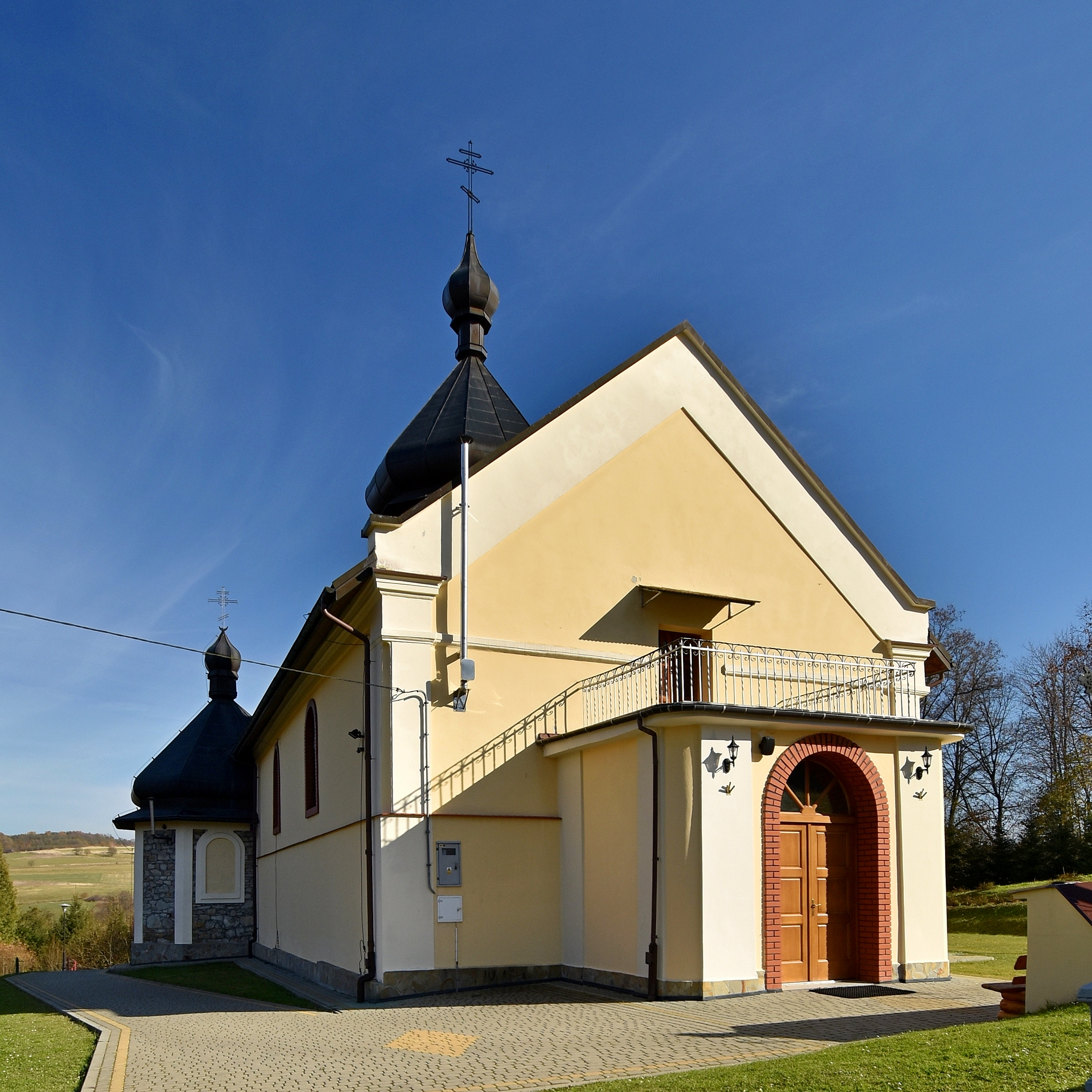
Elewacja frontowa
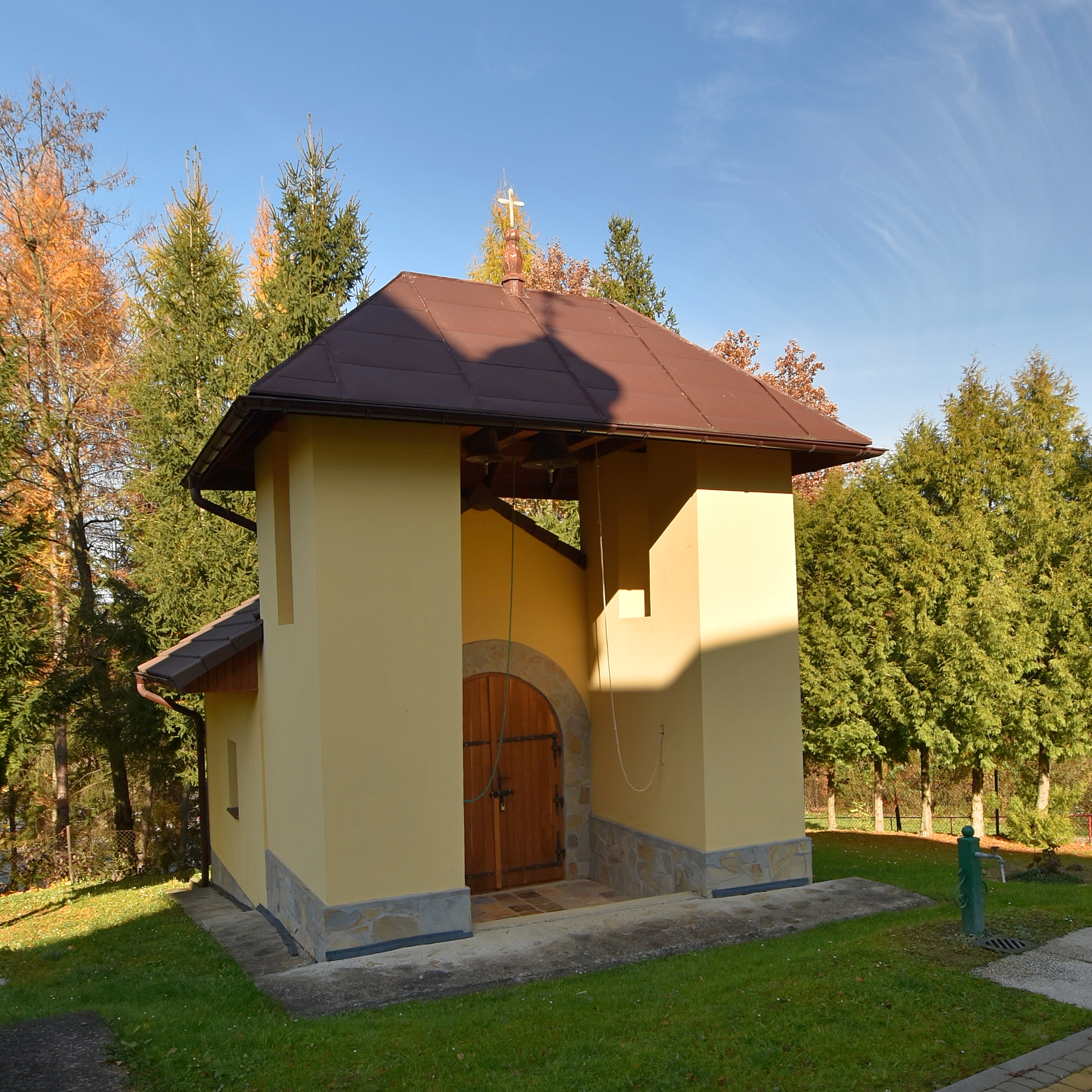
Dzwonnica